# Kuvetjärnet (Laxarby socken, Dalsland, vid Kronkullen)
Kuvetjärnet är en sjö i Bengtsfors kommun i Dalsland och ingår i Göta älvs huvudavrinningsområde. Sjön har en area på 0,0698 kvadratkilometer och ligger 168,4 meter över havet.

## Delavrinningsområde
Kuvetjärnet ingår i det delavrinningsområde (654952-130272) som SMHI kallar för Ovan Kushålsälven. Medelhöjden är 167 meter över havet och ytan är 23,83 kvadratkilometer. Det finns inga avrinningsområden uppströms utan avrinningsområdet är högsta punkten. Flatsbäcken som avvattnar avrinningsområdet har biflödesordning 3, vilket innebär att vattnet flödar genom totalt 3 vattendrag innan det når havet efter 202 kilometer. Avrinningsområdet består mestadels av skog (80 procent). Avrinningsområdet har 1,76 kvadratkilometer vattenytor vilket ger det en sjöprocent på 7,4 procent.